# Glucosesirup
Glucosesirup, auch Glukosesirup, früher Glykosesirup (ähnliche Bezeichnungen sind: Stärkesirup, Bonbonsirup), ist eine aus Stärke durch hydrolytische Aufspaltung gewonnene eingedickte Lösung, die überwiegend aus Traubenzucker (Glucose)  besteht. Die Hydrolyse der Stärke kann enzymatisch oder säurekatalysiert hervorgerufen werden. Zudem ist Glukosesirup die gesetzlich geschützte Bezeichnung einer bestimmten Zuckerart.

## Produktion
Die Produktion erfolgt großtechnisch mit dem Prozess der enzymatischen Hydrolyse, z. B. beim Maissirup (synonym Maiszucker, nach weiterer Verarbeitung entsteht High Fructose Corn Syrup) insbesondere in den USA. Die Säurekatalyse dominiert z. B. bei der Herstellung von Mizuame in Japan. Je nach Grad der Hydrolyse hat Glukosesirup unterschiedliche Eigenschaften. Niedrig hydrolysierter Glykosesirup hat ein Dextroseäquivalent (DE) von unter DE44, bei hoch hydrolysiertem Glykosesirup sind die Werte darüber. Durch Sprühtrocknung entsteht Trockenglukose. Wegen ihrer besonderen technologischen Eigenschaften werden die Siruparten bei der Herstellung von verschiedenen Nahrungsmitteln eingesetzt, darunter Erfrischungsgetränke, bestimmte Süß- und Backwaren, Frühstücksflocken und anderen. Bonbons sind z. B. aufgrund der Kristallisation ohne einen Zusatz eines derartigen Sirups nicht herstellbar bzw. nicht lagerfähig.

## Verwendung
Glucosehaltige Sirupe werden vorwiegend in der industriellen Lebensmittelproduktion zum Süßen von Speisen und Getränken verwendet. Bei Lebensmitteln wird es als Süßungsmittel, als Feuchthaltemittel, zur Volumenvergrößerung und zur Erzeugung eines weicheren Mundgefühls eingesetzt. Im Gegensatz zu Fruktose und Saccharose ist bei Glukose die Süßkraft deutlich niedriger bei ähnlichem physiologischen Brennwert. Aus ökonomischen Gründen werden deshalb statt reinem Glukosesirup überwiegend die fruktosehaltigen Sirupe in der Nahrungsmittelindustrie verwendet. Der Energiegehalt der Siruparten und der des gewöhnlichen Haushaltszuckers sind vergleichbar.
Durch gezielte enzymatische Umwandlung eines Teils der Glucose in Fructose kann Glukosesirup zu Isoglucose weiterverarbeitet werden, im Falle von Maisstärke entsteht High Fructose Corn Syrup. Ein ähnliches in der Lebensmittelindustrie eingesetztes Produkt ist der Invertzuckersirup, der durch  Zerlegung des Zweifachzuckers Saccharose in die Einfachzucker Glucose und Fructose hergestellt wird.
Nach der deutschen Zuckerartenverordnung muss ein Glucosesirup, der mehr als 5 % Fructose des Gewichts in der Trockenmasse enthält, als „Glucose-Fructose-Sirup“ bezeichnet werden. Überwiegt der Fructoseanteil, so muss er entsprechend als „Fructose-Glucose-Sirup“ bezeichnet werden. Je nach Anteil der Monosacchariden Fructose und Glucose im Sirup wird unterschieden in:
- Glucosesirup aus Glukose mit bis zu 5 % Fructose
- Glucose-Fructose-Sirup aus mind. 50 % Glucose und bis zu 50 % Fructose
- Fructose-Glucose-Sirup aus Fructose mit bis zu 50 % Glucose
- Fructosesirup aus Fructose mit bis zu 5 % Glucose. Damit gehören diese Siruparten zu den wichtigsten Produkten der Stärkeindustrie. Die enzymatische Aufspaltung der Stärke ermöglicht, dass der normale Zucker, der aus Zuckerrohr und Zuckerrüben gewonnen wird, durch andere Süßungsmittel ersetzt werden kann. Diese Süßungsmittel werden ökonomisch günstig aus Pflanzen wie Mais (Maissirup), Kartoffeln und Weizen hergestellt.

Seit ca. 2002 wird Glukosesirup zunehmend auch in der Bienenhaltung für die Winterfütterung eingesetzt.

## Glukosefabrikanten
- Chamtor, Reims in Frankreich; aus Weizen
- Cargill, Wayzata, Minnesota in den USA, deutsche Werke in Salzgitter und Mainz
- Roquette Frères, Lestrem im Département Pas-de-Calais in Frankreich
- Tate & Lyle, London in Großbritannien
- ehemalige Hoffmann’s Stärkefabriken, Bad Salzuflen in Deutschland
- Interstarch LLC Ukraine, deutsches Werk in Zeitz